# IKAROS
IKAROS (англ. Interplanetary Kite-craft Accelerated by Radiation Of the Sun) — японский космический аппарат с солнечным парусом, созданный Японским агентством аэрокосмических исследований (JAXA). 
Запуск состоялся 21 мая 2010 года в 6:58 по местному времени с японского космодрома Танэгасима, в качестве попутной полезной нагрузки, вместе с аппаратом для исследования климата Венеры PLANET-C; через 45 минут после запуска IKAROS отделился от последней ступени носителя. 
В задачи аппарата входит испытания солнечного паруса в целях путешествия к другим планетам. 
IKAROS стал первым в истории космическим парусником, продемонстрировавшим возможность межпланетного путешествия при помощи солнечного света.

## Общие данные
Аппарат предназначен для испытания солнечного паруса. Вывод был произведён попутно с КА «Акацуки», предназначенным для изучения Венеры, на ракете H-IIA.
Раскрытие солнечного паруса началось 3 июня 2010 года, а 10 июня успешно завершилось. По кадрам, переданным с борта IKAROS, можно сделать вывод, что все 200 квадратных метров ультратонкого полотна расправились успешно, а тонкоплёночные солнечные батареи начали вырабатывать энергию.
Задача-минимум миссии заключалась в раскрытии паруса, а задача-максимум состояла в том, чтобы научить парусник регулировать скорость и направление в зависимости от солнечного излучения. Обе задачи были успешно выполнены, и началась дополнительная программа.
Во время придания аппарату вращения в обратную сторону ему стало сложнее улавливать солнечное излучение, в результате чего он впал в «спячку» в январе 2012 года. Лишь в начале сентября 2012 года Японскому аэрокосмическому агентству удалось зафиксировать два сигнала от парусника IKAROS.

## Конструкция

### Солнечный парус
Солнечный парус (СП) изготовлен из полиамидной плёнки толщиной 7,5 мкм. Представлен 4 лепестками трапециевидной формы. Внутри лепестков вшиты солнечные батареи и солнечные рули. 
Раскрытие СП происходит за счёт вращения КА вокруг оси со скоростью 20 оборотов в минуту — под силой инерции 4 грузика вытягивают лепестки СП. Таким образом в раскрытом виде получается квадрат стороной 14 метров.

## Перспектива
В конце 2010-х годов планировался запуск второго КА с бо́льшим парусом стороной 50 м. На аппарат также планируется установить электрореактивный двигатель.